# 森川友義
森川 友義（もりかわ とものり、1955年12月21日 - ）は、日本の政治学者、早稲田大学国際教養学部教授。日本国内では「恋愛学」の講義によりメディアに取り上げられる機会が多い。

## 経歴
群馬県出身。埼玉県立松山高等学校を経て1979年早稲田大学政治経済学部政治学科卒。1984年ボストン大学政治学修士号取得。1993年オレゴン大学国際関係修士号取得。オレゴン大学政治学博士号（Ph.D.）取得。
米国アイダホ州立ルイス・クラーク大学助教（tenure track Assistant Professor）、オレゴン大学認知科学研究所客員准教授（visiting Associate Professor）、早稲田大学国際部准教授・教授を経て、2004年より早稲田大学国際教養学部教授。

## 著書
- 『開発とWID 開発途上国の女性の現状と可能性』新風舎　2002
- 『60年安保―6人の証言』同時代社、2005年。ISBN 978-4886835550。
- 『なぜ日本にはいい男がいないのか 21の理由』ディスカヴァー・トゥエンティワン、2007年。ISBN 978-4887595293。
- 『なぜ、その人に惹かれてしまうのか?―ヒトとしての恋愛学入門』ディスカヴァー・トゥエンティワン、2007年5月。ISBN 978-4887595552。
- 『若者は、選挙に行かないせいで、四〇〇〇万円も損してる!? 35歳くらいまでの政治リテラシー養成講座』ディスカヴァー・トゥエンティワン、2009年。ISBN 978-4887597174。
- 『どうする!依存大国ニッポン 35歳くらいまでの政治リテラシー養成講座』ディスカヴァー・トゥエンティワン、2009年。ISBN 978-4887597129。
- 『いますぐカレと結婚!』ディスカヴァー・トゥエンティワン、2010年。ISBN 978-4062161794。
- 『結婚は4人目以降で決めよ 恋愛と結婚と浮気の政治経済学』ディスカヴァー・トゥエンティワン、2010年。ISBN 978-4620320328。（2013年、新潮文庫より出版。）
- 『恋ゴコロのすべてがわかる 早稲田の恋愛学入門』東京書店、2012年7月。ISBN 978-4885740619。
- 『生き延びるための政治学』弘文堂、2012年。ISBN 978-4335460319。
- 『結婚しないの?できないの? 森川教授の結婚力養成講座』ディスカヴァー・トゥエンティワン、2012年。ISBN 978-4799312643。
- 『一目惚れの科学 ヒトとしての恋愛学入門』ディスカヴァー携書　2012
- 『なぜ、結婚はうまくいかなのか』ディスカヴァー携書　2013
- 『大学４年間で絶対やっておくべきこと』中経出版新書　2014
- 『一流企業で続々活躍、早稲田超人気・森川ゼミの20代で10倍差をつけるエリート養成講座』ディスカヴァー・トゥエンティワン, 2015
- 『大人の「不倫学」』宝島社, 2016
- 『一流企業で続々活躍、早稲田超人気・森川ゼミの入社3年目までに絶対に知っておきたいこと』ディスカヴァー・トゥエンティワン, 2018
- 『恋愛学で読み解く文豪の恋』光文社新書、2020

### 共著
- 『ロンブー淳×森川教授の最強の恋愛術』田村淳共著 マガジンハウス 2012 ISBN 978-4838724482
- 『マンガde恋愛学!』高世えり子共著　飛鳥新社　2012
- 『黄昏流星群学 54歳からの恋愛聖書』(BIG COMICS SPECIAL. コミック解体新書) 弘兼憲史共著. 小学館, 2018

### テレビ出演
- 「ミヤネ屋」（日本テレビ）
- 「プライムニュース」（BSフジ）
- 「笑っていいとも」（フジテレビ）
- 「恋愛のススメ」（ロンドンブーツ１号２号の田村淳とMC、フジテレビ）
- 「チャージ730」（テレビ東京）
- 「たけしのニッポンのミカタ」（テレビ東京）
- 「恋する百人一首」（NHK Eテレ、準レギュラー）
- 「Rの法則」（NHK Ｅテレ）
- 「テストの花道」（NHK　Ｅテレ）
- 「スクール革命!」（日本テレビ）
- 「えびちゃんズー」（テレビ東京）
- 「プレミアムカフェ」（BSプレミアム）
- 「不可避研究所」（NHK）監修
- 「駆け込み結婚相談所」（テレビ朝日）
- 「超人女子戦士 ガリベンガーV」（テレビ朝日）
- 「バチェラー・ジャパン　ナインティナインのバチェラー大予想スペシャル！」（Amazonプライム・ビデオ）

また、フジテレビ連続ドラマ『結婚しない』では、主人公の一人「谷川准教授」のモデルとなっている。